# ألفونس هوفمان
ألفونس هوفمان (بالبولندية: Alfons Hoffmann) هو مهندس بولندي، ولد في 12 مارس 1895 في غروجونتس في بولندا، وتوفي في 30 ديسمبر 1963.